# Coronel Fraga
Coronel Fraga é uma comuna da província de Santa Fé, na Argentina.